# Girafa de Médici

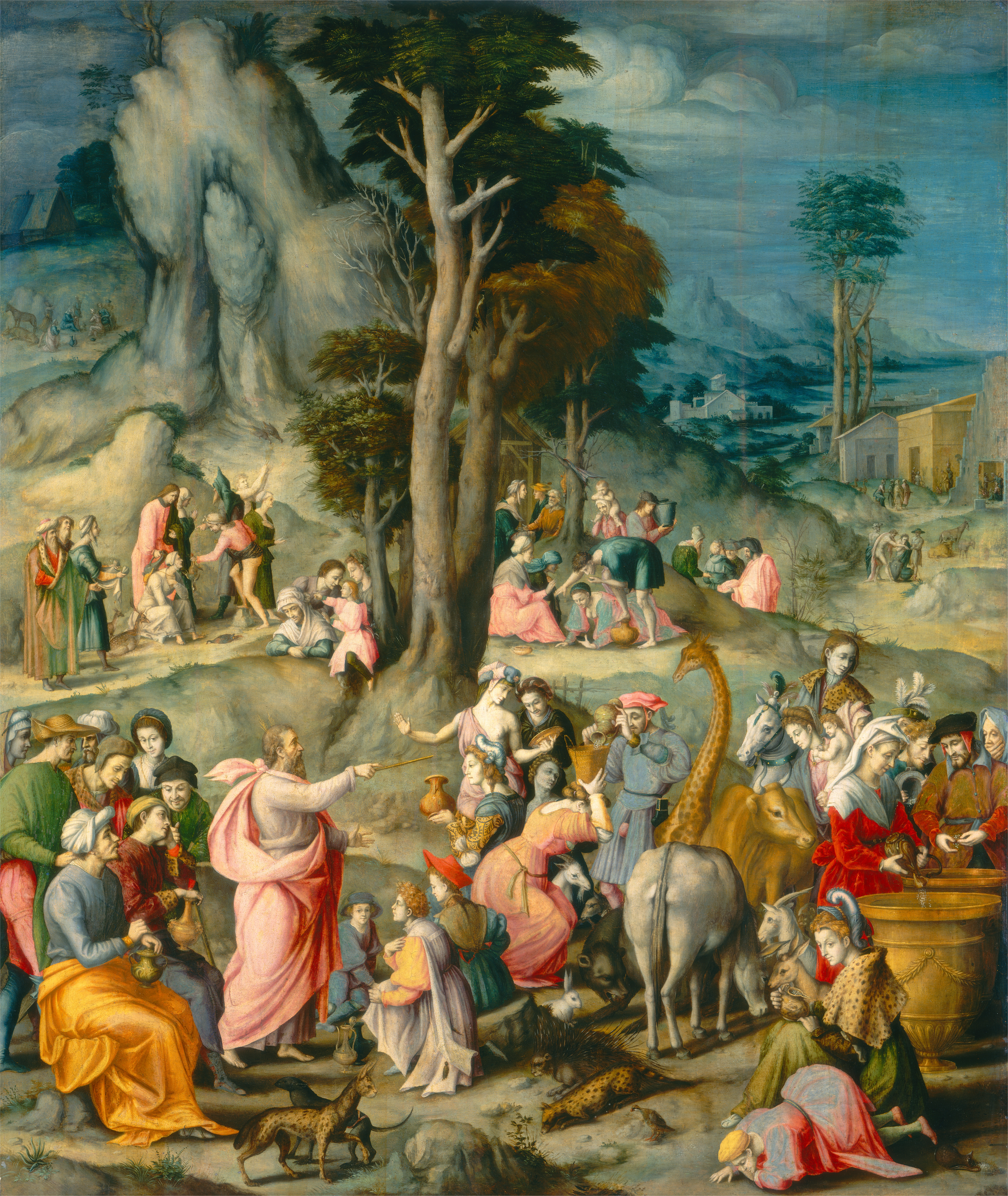
A recolha do Maná (1540) de Francesco Bacchiacca. O artista retrata a girafa de Médici

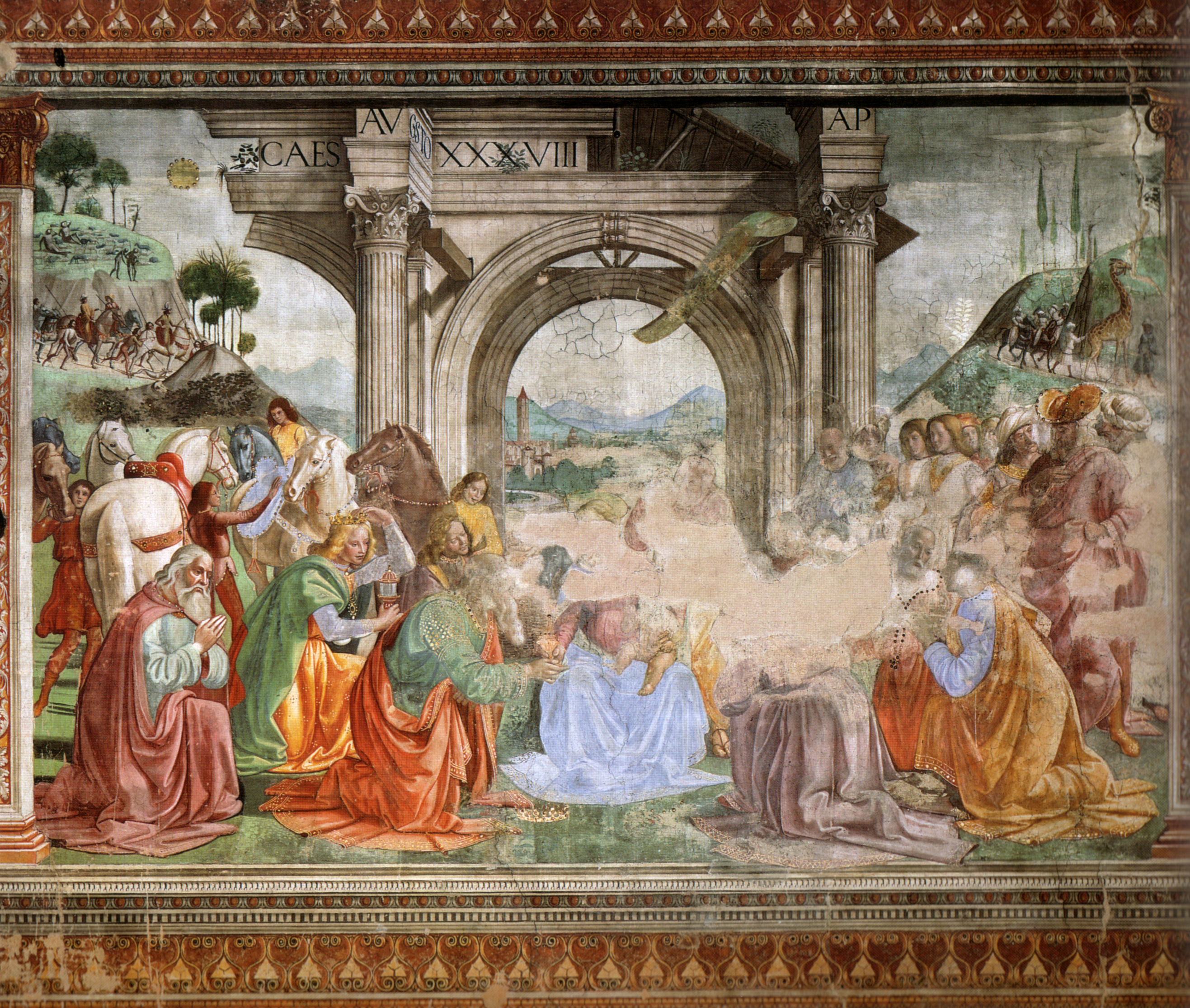
Adoração dos Magos de Domenico Ghirlandaio, parte do ciclo na Capela Tornabuoni e pintado logo após a chegada da girafa de Médici, mostrando o animal a descer a encosta do lado direito

A girafa de Médici foi uma girafa dada como presente a Lourenço de Médici em 1486, possivelmente por Qaitbay, o sultão mameluco Burji do Egito, numa tentativa de conseguir apoio por parte dos Médici.
Causou grande impacto a sua chegada a Florença: embora os Médici mantivessem uma grande ménagerie, e tivessem tido antes um grande manequim de uma girafa nos entretenimentos animais que ofereciam à população, pela primeira vez um exemplar vivo chegou à cidade. É certamente o primeiro caso de uma girafa viva em Itália desde os tempos da Antiga Roma. A girafa morreu pouco depois da chegada e só mais de 300 anos depois outro exemplar seria visto na Europa, quando Maomé Ali enviou três girafas de presente a três monarcas: Jorge IV do Reino Unido, Francisco I da Áustria e Carlos X de França.